# Roxton (Texas)
Roxton è un centro abitato degli Stati Uniti d'America situato nella contea di Lamar dello Stato del Texas.
La popolazione era di 650 persone al censimento del 2010.

## Geografia fisica
Roxton è situata a 33°32′44″N 95°43′30″W (33.545595, -95.724929).
Secondo lo United States Census Bureau, ha un'area totale di 0,9 miglia quadrate (2,3 km²), di cui 0,9 miglia quadrate (2,3 km²) di terreno e l'1,14% d'acqua.

## Società

### Evoluzione demografica
Secondo il censimento del 2000, c'erano 694 persone, 280 nuclei familiari e 190 famiglie residenti nella città. La densità di popolazione era di 797,3 persone per miglio quadrato (308,0/km²). C'erano 326 unità abitative a una densità media di 374,5 per miglio quadrato (144,7/km²). La composizione etnica della città era formata dal 74,78% di bianchi, il 21,33% di afroamericani, l'1,73% di nativi americani, l'1,15% di altre razze, e l'1,01% di due o più etnie. Ispanici o latinos di qualunque razza erano il 2,59% della popolazione.
C'erano 280 nuclei familiari di cui il 30,7% aveva figli di età inferiore ai 18 anni, il 48,2% aveva coppie sposate conviventi, il 16,8% aveva un capofamiglia femmina senza marito, e il 31,8% erano non-famiglie. Il 29,6% di tutti i nuclei familiari erano individuali e il 18,2% aveva componenti con un'età di 65 anni o più che vivevano da soli. Il numero di componenti medio di un nucleo familiare era di 2,48 e quello di una famiglia era di 3,08.
La popolazione era composta dal 29,5% di persone sotto i 18 anni, il 7,8% di persone dai 18 ai 24 anni, il 23,6% di persone dai 25 ai 44 anni, il 19,7% di persone dai 45 ai 64 anni, e il 19,3% di persone di 65 anni o più. L'età media era di 37 anni. Per ogni 100 femmine c'erano 82,6 maschi. Per ogni 100 femmine dai 18 anni in giù, c'erano 77,2 maschi.
Il reddito medio di un nucleo familiare era di 25.000 dollari e quello di una famiglia era di 31.250 dollari. I maschi avevano un reddito medio di 23.750 dollari contro i 21.016 dollari delle femmine. Il reddito pro capite era di 12.444 dollari. Circa il 20,6% delle famiglie e il 25,5% della popolazione erano sotto la soglia di povertà, incluso il 36,5% di persone sotto i 18 anni e il 21,4% di persone di 65 anni o più.